# 国鉄ケ1形貨車
国鉄ケ1形貨車（こくてつケ1がたかしゃ）は、1929年（昭和4年）に製作された、鉄道省（後に日本国有鉄道）の事業用貨車（検重車）である。製造時はコ1形であった。

## 概要
日本初のはかり試験車で、1929年（昭和4年）に汽車製造で6両（コ1 - コ6）が製作された。登場時は衡重車に分類され、コ1形の形式が付与された。全車専属貨車に指定され常備駅が定められた。その常備駅は以下の通り。
- コ1 : 大井駅
- コ2 : 浜松駅
- コ3 : 鷹取駅
- コ4 : 小倉駅
- コ5 : 土崎駅
- コ6 : 苗穂駅（短期間岩見沢駅）

いずれも便宜籍であり実態は最寄り鉄道省工場である。
1965年（昭和40年）の称号規定改正で衡重車の「コ」はコンテナ車制定によりコンテナ車に譲り、衡重車は検重車に改められ、ケ1形（ケ1 - ケ6）となった。1977年（昭和52年）にコキ5500形の改造名義で製作したケ10形に置き換えられ、全車廃車となり同時に形式消滅となった。

## 構造
車内は作業室と機械室に分けられ、作業室は分銅とそれを載せるための台車、天井には分銅と台車を降ろすための3tホイストが設置され、妻扉は観音開き式となっている。ホイストのガイドレールは妻扉を開けたあとに車端から2mまで手動で繰り出せるようになっている。機械室にはホイスト駆動用の発電機が設置され、当初はガソリン発電機を使用していたが、後にディーゼル発電機に換装された。ブレーキ装置はKC形空気ブレーキと手ブレーキを装備していたが、手ブレーキのハンドルは車内にあったため、扉を鎖錠すると操作できなくなる欠点があった。
台車は、アーチバー式のTR20。塗色は黒であるが、1968年（昭和43年）10月1日ダイヤ改正においては、高速化不適格車とされて最高速度65km/hの指定車となり、側面にそれを示す黄1号の帯が入った。さらに識別のため記号に「ロ」が追加され「ロケ」となった。